# بارانا (لاعب كرة قدم)
بارانا (بالبرتغالية: Paraná‏) (مواليد 21 مارس 1942) هو لاعب كرة قدم. يلعب مع منتخب البرازيل لكرة القدم. سبق له أن لعب في كأس العالم لكرة القدم مع منتخب بلاده.

## روابط خارجية
- بارانا على موقع الاتحاد الدولي (مؤرشف)  (الإنجليزية)
- بارانا على موقع قاعدة بيانات كرة القدم.إي يو (الإنجليزية)
- بارانا على موقع ناشيونال فوتبول تيمز (الإنجليزية)
- بارانا على موقع عالم كرة القدم.نت (الإنجليزية)